# Joachim von Dittmer
Joachim von Dittmer, född 1681, död den 11 februari 1755, var en svensk ämbetsman. Han var bror till Herman Dittmer och morbror till Christoph Hermann von Manstein.
Dittmer inträdde 1701 i kungliga kansliet vid fältarmén, som han följde till kapitulationen vid Perevolotjna. Han var senare en tid i Moskva mycket använd av Carl Piper vid dennes arbete för fångarna men skickades 1712 till Sibirien. Hemkommen 1722, sändes han redan 1724 som svensk sändebud åter till Ryssland, där han stannade till 1738, då han utnämndes till landshövding i Kymmenegårds och Nyslotts län. Han erhöll avsked 1741. Joachim Dittmer adlades 1727 med namnet von Dittmer och introducerades med nummer 1813 samma år. Han  var ogift och slöt därmed själv sin ätt.